# Blåmannsisen
Blåmannsisen est une calotte locale située dans le massif de Sulitjelma, dans le nord du comté de Nordland en Norvège. Il s'agit du cinquième plus vaste glacier de la Norvège continentale.